# Struttura interna di Marte
Analogamente agli altri pianeti rocciosi conosciuti, Marte presenta una struttura interna tipicamente composta da un nucleo centrale, da un mantello e da una crosta superficiale.
Le informazioni in nostro possesso sono tuttavia frammentarie; una migliore comprensione della struttura interna del pianeta rosso potrebbe contribuire a fare chiarezza sui meccanismi che potrebbero aver generato la sua atmosfera, sulla possibile presenza in passato di vita su Marte e sull'evoluzione planetaria dei pianeti rocciosi in generale. Sfortunatamente, la mancanza di dati sismologici significativi impedisce una conoscenza sufficientemente dettagliata dell'interno di Marte; tuttavia, grazie alle misurazioni del momento d'inerzia di Marte effettuate dalla sonda spaziale statunitense Mars Pathfinder è stato possibile accertare con sicurezza che il nucleo del pianeta, composto da materiali più densi rispetto al mantello, ha un raggio compreso fra 1500 e 2100 km.

## L'esplorazione mediante sonde
Il CNES, l'agenzia spaziale francese, sta progettando l'invio sulla superficie di Marte di quattro piccole sonde automatiche, note come Netlanders, per effettuare analisi di natura sismologica sul pianeta. Le sonde dovrebbero essere trasportate da un orbiter di fabbricazione francese ed atterrare in diversi punti del pianeta, in modo da registrare le differenze di intensità dei terremoti e la velocità media di propagazione delle onde sismiche nel terreno. Si ritiene che Marte sia sede di circa un migliaio di eventi sismici all'anno di magnitudo tre (sulla scala Richter), e almeno un paio di eventi di magnitudo cinque.
Oltre a permettere la misura del raggio del nucleo marziano con un'incertezza di circa 5 km, i dati sismici consentiranno di valutare la composizione chimica del nucleo e la natura liquida o solida del materiale che lo compone; le misurazioni del momento d'inerzia suggeriscono una predominanza del ferro, ma non è esclusa la presenza di zolfo, che abbasserebbe la densità e il punto di fusione della miscela.
Sulla Terra, la presenza di un nucleo ferromagnetico liquido rotante è responsabile del campo geomagnetico; Marte, al contrario, non presenta un campo magnetico di rilievo. Pur non escludendo del tutto la presenza di un nucleo liquido, tuttavia, questo è un forte indizio a favore della presenza di un nucleo interno solido.

## L'analisi areologica

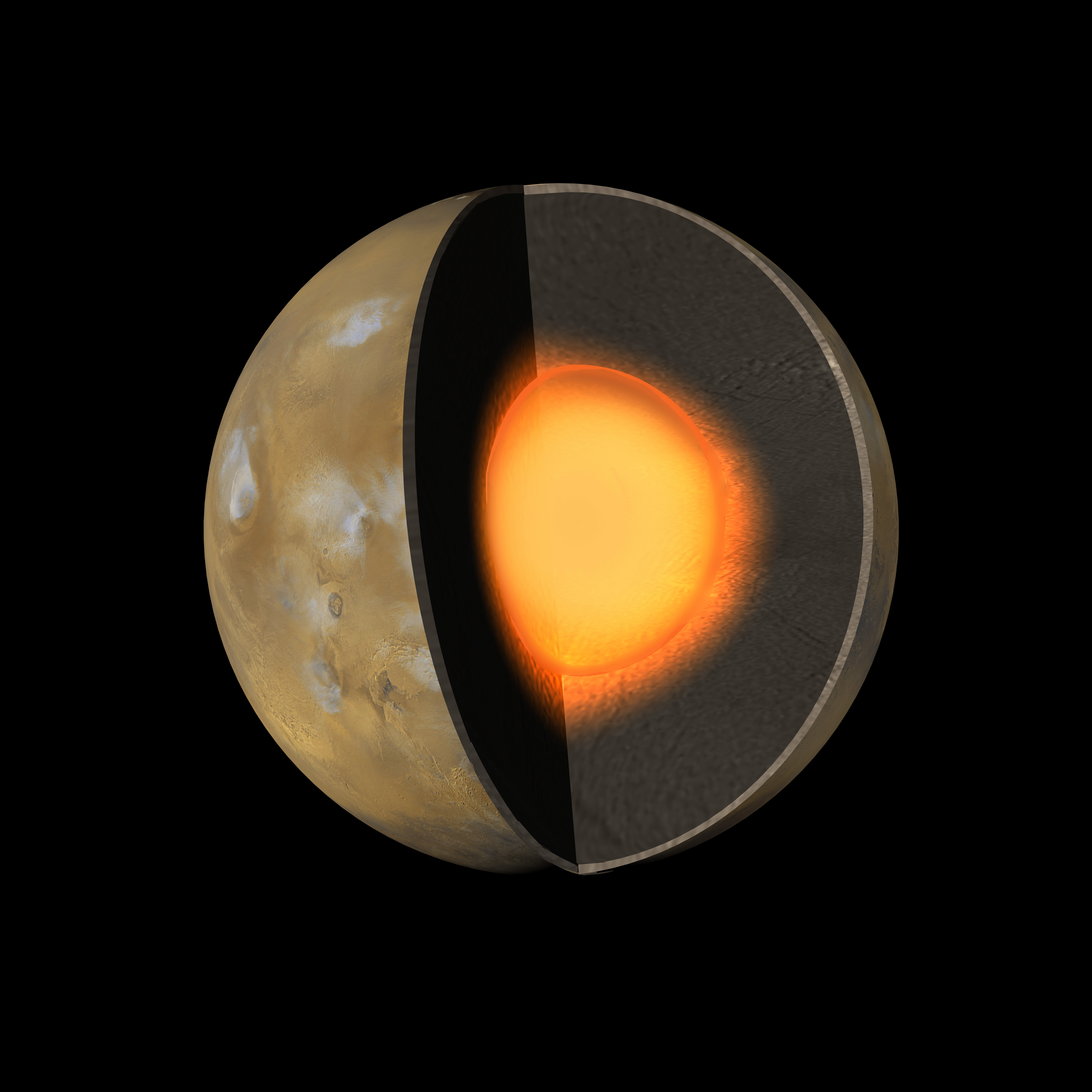
La struttura interna di Marte.

Parte delle informazioni attualmente disponibili sulla struttura interna di Marte deriva dall'analisi della sua superficie; la crosta marziana appare generalmente più spessa di quella terrestre (in media 50 km), con uno spessore massimo nell'emisfero meridionale. Dalla presenza degli enormi edifici vulcanici che caratterizzano il pianeta rosso si può inferire l'esistenza di un mantello almeno in parte liquido, al cui interno sono presenti moti convettivi in grado di trasportare materiale lavico verso la superficie.
Tracce di antica attività tettonica sono inoltre presenti in alcune formazioni geologiche particolarmente rilevanti come Tharsis e il sistema delle Valles Marineris. Non esistono tuttavia prove definitive a favore di una tettonica a zolle; l'assenza di spostamenti della crosta planetaria potrebbe giustificare le imponenti dimensioni dei vulcani marziani rispetto a quelli terrestri.

## Lo studio dei meteoriti
Paradossalmente, la principale fonte di informazioni sulla natura geologica del mantello marziano deriva da un ristretto numero di meteoriti scoperte sulla Terra, al cui interno sono stati individuati gas in percentuali confrontabili con quelle caratteristiche dell'atmosfera marziana, e che sono pertanto comunemente ritenute provenienti da Marte. Si tratta probabilmente di materiale eiettato nello spazio interplanetario in seguito a grandi impatti meteorici, e successivamente precipitato sulla Terra, nel corso di qualche milione di anni. Le rocce mostrano un'origine vulcanica e sono caratterizzate da una composizione chimica analoga a quella del mantello terrestre, ma più ricca di ferro.